# Apollodoros (Vasenmaler)

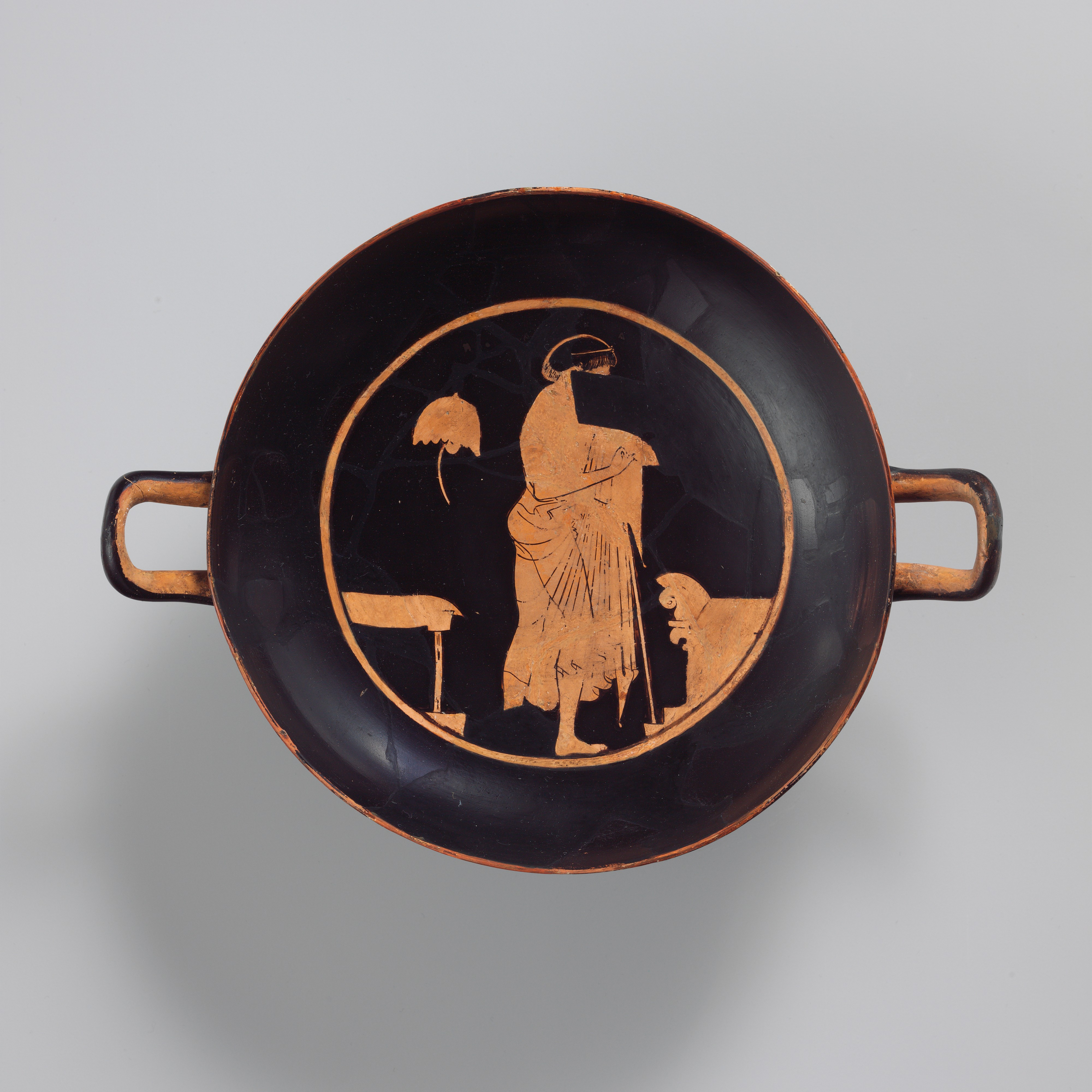
Ein junger, opfernder Athlet; New York, Metropolitan Museum of Art

Apollodoros (griechisch Ἀπολλόδωρος) war ein griechischer Vasenmaler, der gegen Ende des 6. oder frühen 5. Jahrhunderts v. Chr. in Athen tätig war.

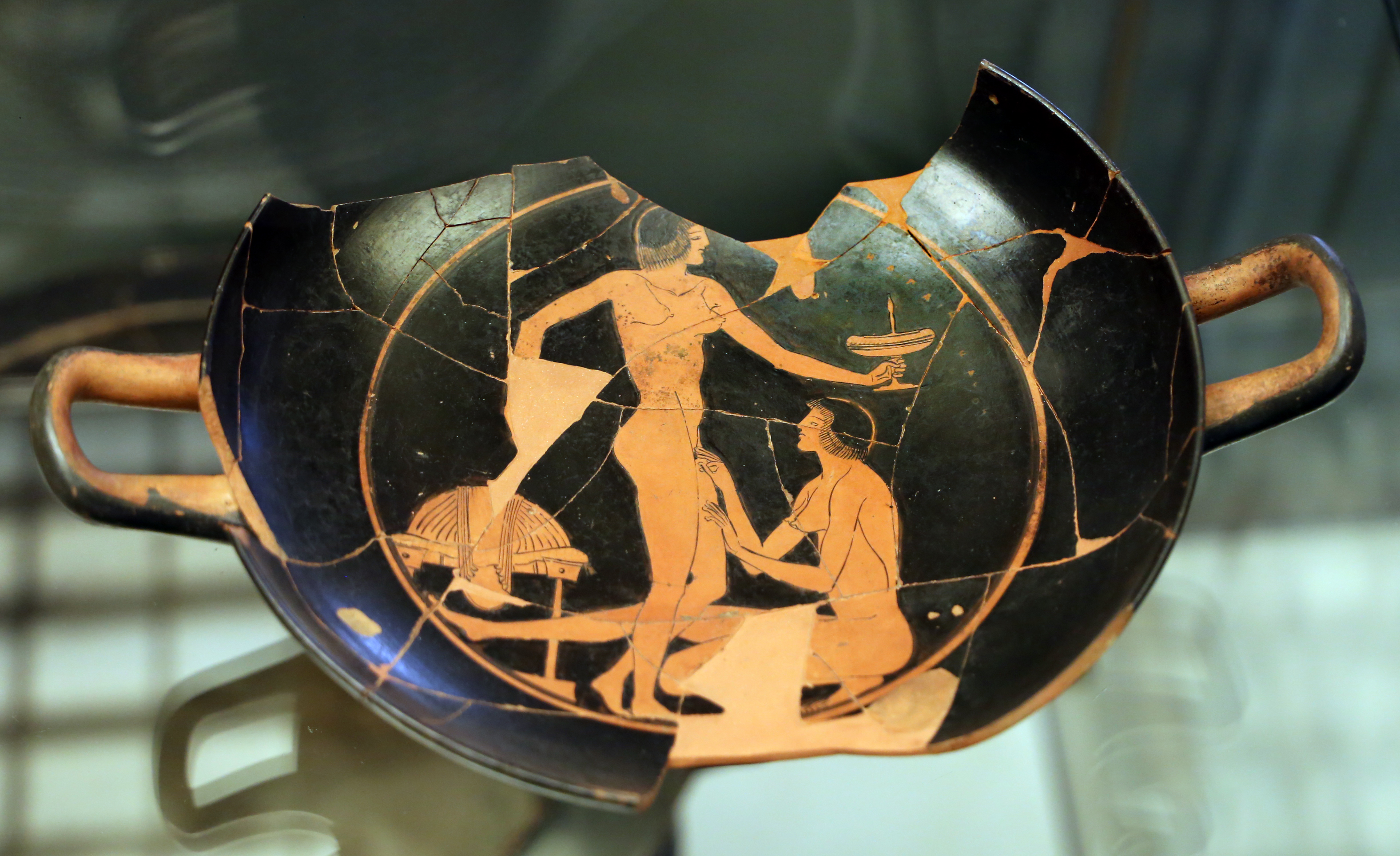
Zwei nackte Frauen (Toilettenszene, möglicherweise Depilation); Museo Archeologico Nazionale di Tarquinia

Apollodoros gehörte zu den relativ frühen rotfigurigen Schalenmalern. Seine Schaffenszeit wird je nach Datierung etwa in das letzte Jahrzehnt des 6. Jahrhunderts v. Chr. oder die ersten zwei Jahrzehnte des 5. Jahrhunderts v. Chr. angesetzt. Auf zwei fragmentiert überlieferten Schalen sind Signaturen überliefert. Seine Figuren haben recht charakteristische Merkmale. Insbesondere die Gesichter sind recht auffallend, etwa die kleinen, tief sitzenden Augen und die langen Nasenlinien. Zudem haben einige seiner männlichen Figuren auffällige Bärte. Die Konturen sind fließend, geradezu zart wiedergegeben und die Figuren und ihre Bewegung sind an die Form der bemalten Gefäße angepasst.
Dyfri Williams hält eine Identifizierung des Apollodoros mit dem Epidromos-Maler, dem Elpinikos-Maler und dem Kleomelos-Maler, deren Werke leicht früher anzusetzen sind, die aber ähnliche Charakteristika bei ihren Figuren aufweisen, für geboten. Auch John Boardman hält diese Identifizierung für zumindest möglich. Ebenso plädieren die Kuratoren des J. Paul Getty Museums für eine Identität der vier Malerpersönlichkeiten aufgrund einer Schale in ihrer Sammlung, die die künstlerische Handschrift des Apollodors trägt, zugleich aber auch die Lieblingsinschrift Kleomelos. Wenn diese Identifizierung nicht zutrifft, bleibt dennoch eine starke Ähnlichkeit mit den Werken der drei mit Notnamen bezeichneten Vasenmalern, wenn sie zutrifft, dürfte es sich um das Frühwerk des Apollodoros handeln.